# Incontro mondiale delle famiglie

Mappa dei Paesi che hanno ospitato l'Incontro mondiale delle famiglie

L'Incontro mondiale delle famiglie è un incontro internazionale di famiglie, promosso dalla Chiesa cattolica; l'incontro si compone di vari eventi che hanno luogo in più giorni. 
Questo incontro per tutte le famiglie del mondo è stato voluto da papa Giovanni Paolo II ed ha avuto finora cadenza triennale; inizialmente era organizzato dal Pontificio consiglio per la famiglia, il quale era stato istituito nel 1981 da papa Giovanni Paolo II, ma che è stato soppresso nel 2016 venendo accorpato al Dicastero per i laici, la famiglia e la vita, che da quel momento ne assume le funzioni.

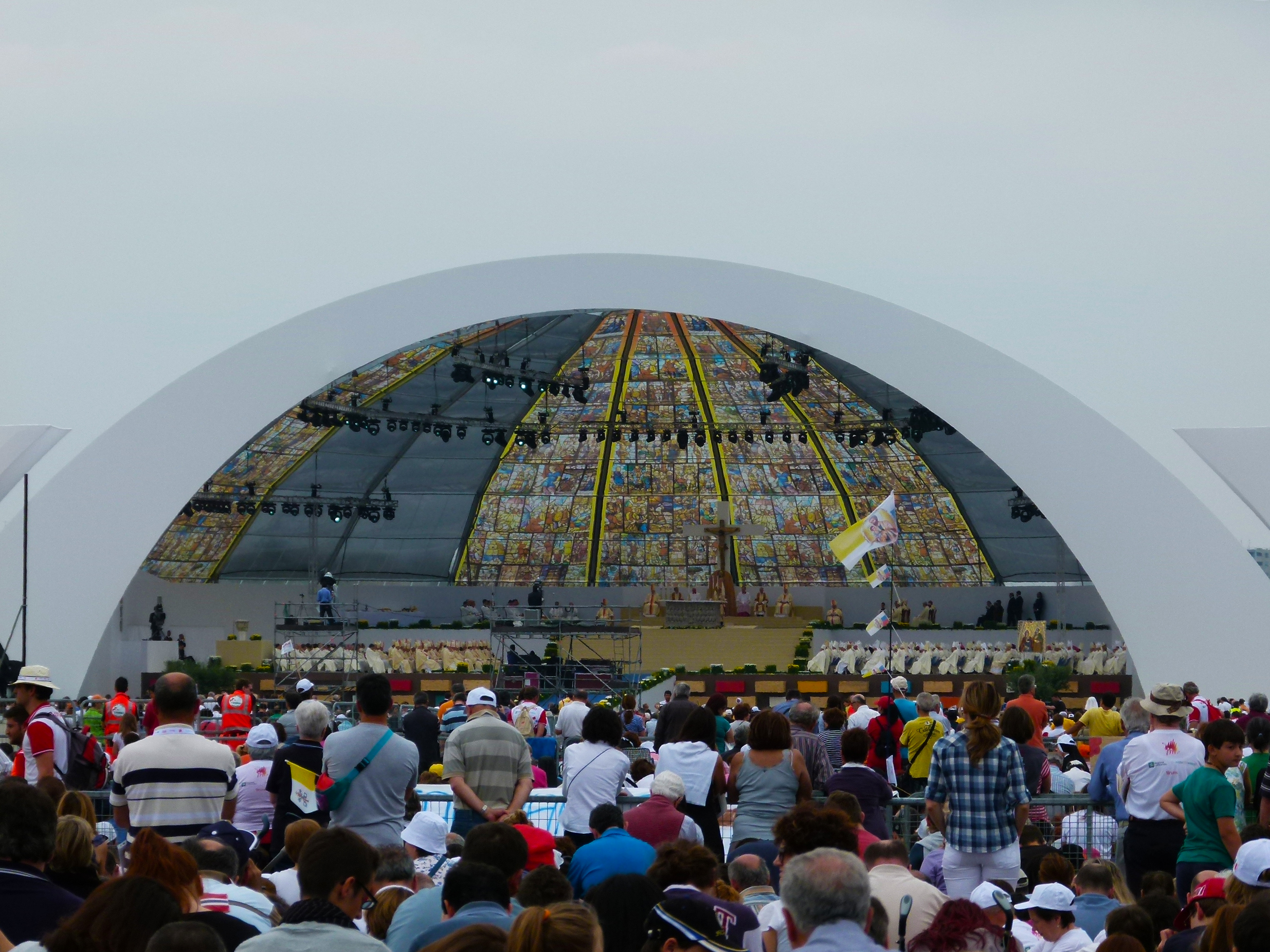
Un momento della celebrazione eucaristica presieduta da papa Benedetto XVI all'aeroporto di Bresso, in occasione dell'incontro del 2012

## Elenco degli incontri
| Data                      | Partecipanti, luogo, città                    | Ediz. | Tema                                                            | Pontefice         |
| ------------------------- | --------------------------------------------- | ----- | --------------------------------------------------------------- | ----------------- |
| 8-9 ottobre 1994          | Roma Italia                                   | I     | Famiglia: cuore della civiltà dell'amore                        | Giovanni Paolo II |
| 4-5 ottobre 1997          | Rio de Janeiro Brasile                        | II    | La famiglia: dono ed impegno, speranza dell'umanità             | Giovanni Paolo II |
| 11-15 ottobre 2000        | Roma Italia                                   | III   | I figli, primavera della famiglia e della società               | Giovanni Paolo II |
| 22-26 gennaio 2003        | Manila Filippine                              | IV    | La famiglia cristiana: una buona novella per il terzo millennio | Giovanni Paolo II |
| 1º-9 luglio 2006          | Valencia Spagna                               | V     | La trasmissione della fede nella famiglia                       | Benedetto XVI     |
| 13-18 gennaio 2009        | Città del Messico Messico                     | VI    | La famiglia, formatrice ai valori umani e cristiani             | Benedetto XVI     |
| 30 maggio - 3 giugno 2012 | Milano Italia 1.500.000 partecipanti          | VII   | La famiglia, il lavoro e la festa                               | Benedetto XVI     |
| 22-27 settembre 2015      | Filadelfia Stati Uniti 1.000.000 partecipanti | VIII  | L'amore è la nostra missione. La famiglia pienamente viva       | Francesco         |
| 21-26 agosto 2018         | Dublino Irlanda                               | IX    | Il Vangelo della famiglia, gioia per il mondo                   | Francesco         |
| 22-26 giugno 2022         | Roma Italia                                   | X     | L’amore familiare: vocazione e via di santità                   | Francesco         |

### VII incontro - Milano
Il VII Incontro mondiale delle famiglie si è tenuto a Milano, dal 30 maggio al 3 giugno 2012, giorno in cui è stata celebrata la messa presso l'aeroporto di Bresso presieduta da papa Benedetto XVI alla presenza di 1.000.000 di fedeli.
Il tema dell'incontro è stato “La famiglia: il lavoro e la festa”, come indicato da papa Benedetto XVI nella lettera di presentazione dell'evento.
I dati Auditel hanno mostrato che gli spettatori sintonizzati su Rai 1 sono stati:
- 1.490.000 per il discorso di papa Benedetto XVI in piazza del Duomo venerdì 1º giugno
- 3.082.000 per la festa delle Testimonianze di sabato sera
- 2.097.000 per la celebrazione eucaristica di domenica 3 giugno presso l'aeroporto di Bresso.